# Požár autobusu v okrese Lam Luk Ka
Požár autobusu v okrese Lam Luk Ka byla tragédie, která se udála 1. října 2024 v Thajsku. Autobus se studenty a učiteli začal 1. října 2024 hořet za jízdy v odbočovacím pruhu dálnice Vibhavadi Rangsit Road v Khu Khot, v okrese Lam Luk Ka, provincii Pathum Thani. V důsledku požáru zemřelo třiadvacet lidí, dvacet z nich bylo studenty. 
V autobuse cestovalo 44 cestujících, 38 školáků od předškolních až po středoškoláky a 6 učitelů. Po explozi pneumatiky pravého předního kola ztratil řidič kontrolu nad vozidlem a narazil do svodidel. Hořet začalo ve spodní části autobusu, který byl poháněn zemním plynem. Šestnácti studentům a třem učitelům se podařilo uniknout. Zbývajících 23 cestujících bylo později prohlášeno za mrtvé.

## Pozadí události
Thajsko má jednu z nejvyšších úmrtností v dopravě na světě, je připisována nebezpečným vozidlům a bezohlednému řízení. Ročně zemře na silnicích přibližně dvacet tisíc lidí, zraněných je asi jeden milion.
Nehodě předcházely další incidenty školních autobusů v regionu. Dne 1. března 2024 narazil školní autobus do nákladního auta v okrese Dan Khun Thot v provincii Nakhon Ratčasima a zapříčinil jedno úmrtí. Dne 11. srpna 2018 narazil pronajatý školní autobus do stromu v okrese Tak Bai v provincii Narathiwat, zemřelo 10 lidí.
V roce 2016 tehdejší premiér Prajutch Čan-Oča oznámil zákaz všech dvoupatrových autobusů, tedy i takového, který havaroval. Avšak, podle tvrzení thajské veřejnoprávní televize, zákon přijatý v roce 2017 zakázal autobusy vyšší než 4 metry. Nevztahoval se na ty, které byly zaregistrovány před účinností zákona. Ty měly být otestovány v náklonu 30 stupňů.

## Reakce
Thajská premiérka Petongtán Šinavatrová vyjádřila soustrast a kvůli návštěvám rodin obětí zrušila naplánovaný program.
Provozovatel autobusu Chinnabut Tour dostal zákaz činnosti.

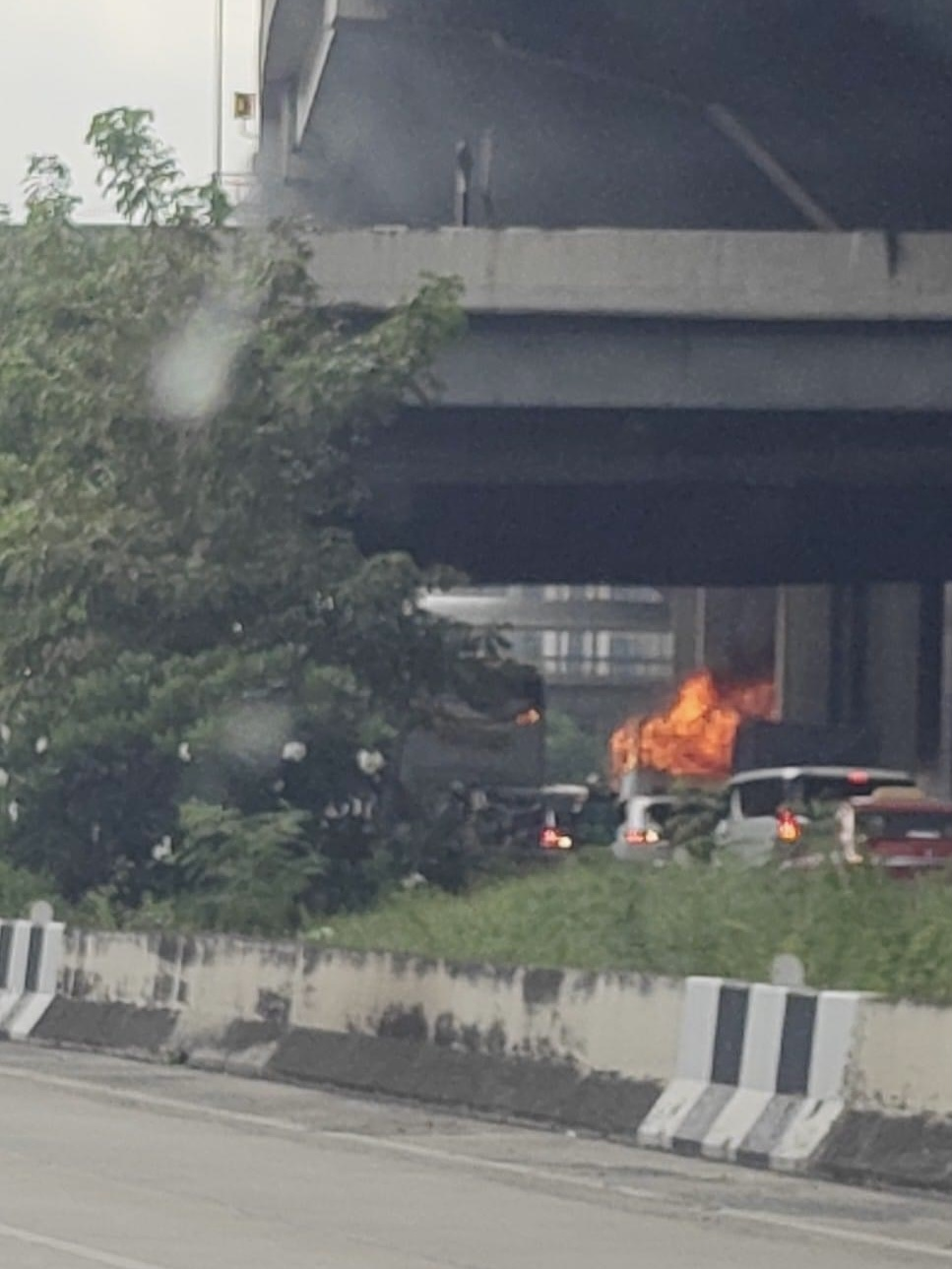
Požár spatřený z komunikace souběžné s Vibhavadi Rangsit Road

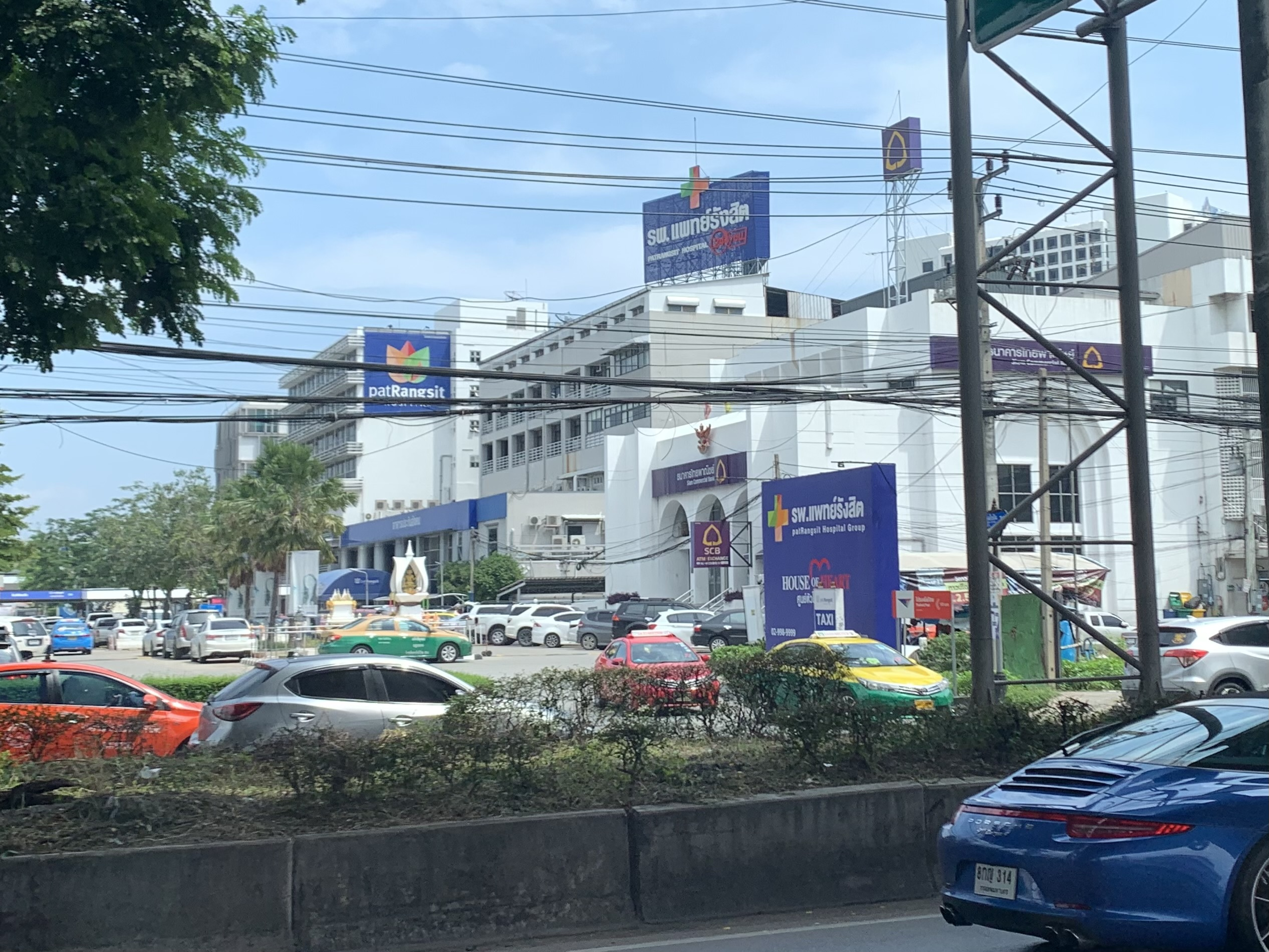
Dva zranění byli převezeni do soukromé nemocnice Patrangsit Hospital (na obrázku) v Khu Khot